# Sento Olombrada
Sento Olombrada (ur. 27 lutego 1982) – hiszpański kulturysta. Trzykrotny Mistrz Hiszpanii w kulturystyce.

## Życiorys
Pochodzi z Walencji. Ma siostrę, Salud. Jako siedmiolatek zaczął grać w piłkę ręczną. Reprezentował regionalną drużynę piłkarską, wraz z którą wygrał kilka turniejów. Brał udział w ogólnokrajowych rozgrywkach play-off. Jako nastolatek uprawiał sporty siłowe. Zapał do kulturystyki ujawnił się w nim po obejrzeniu filmu dokumentalnego Pumping Iron (1977), w którym wystąpili tak wybitni sportowcy jak Arnold Schwarzenegger, Lou Ferrigno czy Franco Columbu.
W 2013 dwukrotnie zdobywał tytuł Mistrza Hiszpanii w kulturystyce − w rozgrywkach federacji IFBA oraz AEFF. Jeszcze tego roku podczas zawodów federacji NAC Mr. Universe wywalczył brązowy medal w kategorii Men Body IV. W 2014 zajął trzecie miejsce na podium w kategorii Men Body IV w trakcie turnieju NAC Tenerife Night Stars. Został też mistrzem zawodów organizowanych w Andratx na Majorce. Podczas rozgrywek Mr. Universe, organizowanych przez federację NABBA w Southport, objął czwarte miejsce w kategorii Men Body IV. W 2015 ponownie został Mistrzem Hiszpanii w kulturystyce.
Od 2002 roku związany z Amparito Rubią. Jego partnerem treningowym jest kulturysta Pablo Llopis.

## Warunki fizyczne
- wzrost: 164 cm[2]
- waga w sezonie zmagań sportowych: ok. 82 kg[2]
- waga poza sezonem zmagań sportowych: 95−100 kg[2]